# محمد بن الحسن التونسي العفاني
محمد بن الحسن العفاني المعروف باسم الأب جيكو (15 أبريل 1900 - 31 أغسطس 1970)، مدير كرة قدم مغربي وصحفي ولاعب كرة قدم سابق أدار ناديي الوداد والرجاء بالدار البيضاء. يعتبر العفاني أحد أكثر المدربين تتويجًا في تاريخ كرة القدم المغربية. وهو الأب الروحي لكرة القدم البيضاوية التي تعتبر الركيزة الأساسية لكرة القدم المغربية،  كما له باع في التكوين الاقتصادي في مجال القطاع البنكي في المغرب، وكذلك أول وزير للشبيبة والرياضة في عهد أول حكومة مغربية بعد الاستقلال.
أطلقت عليه الصحافة الفرنسية لقب «الأب جيكو» تيمنا بأحد اللاعبين الفرنسيين واسمه «جيكو»، نظرًا لتشابه طريقة اللعب واللمسات الفنية عند كلا اللاعبين، وهو من بين مؤسسي نادي الوداد الرياضي لكرة القدم.

## حياته
ولد عام 1900، تعود أصوله إلى بلدة ايسافن القريبة من مدينة تارودانت المغربية. يعتبر من أول المدربين المغاربة الحاصلين على دبلوم تكوين المدربين، وذلك بانجلترا خارج الإطار الفرنكوفوني المؤثر آنذاك في المغرب، إضافة إلى ثقافته الواسعة في الميدان الصحفي والاقتصادي.
لعب محمد بن الحسن لصالح فريق Athlétique الأمريكي من عام 1922 إلى عام 1930 ؛ بدأ مسيرته الإدارية في عام 1929 مع نادي أولمبيك آسفي. في عام 1939 أصبح أول مدير للوداد الرياضي. في عام 1952 ترك الوداد لتدريب منتخب المغرب حتى عام 1957، ثم انتقل إلى نادي الرجاء الرياضي وهو المنصب الذي شغله حتى تقاعده عام 1968.

### قصة اللقب

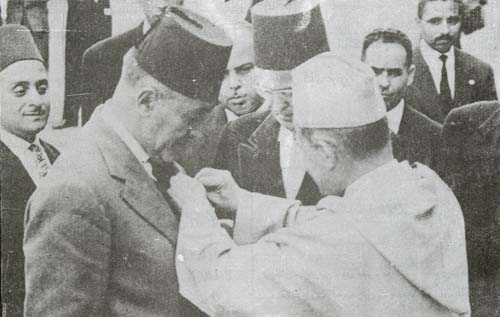
الملك محمد الخامس يوشح الأب جيكو بوسام شرفي سنة 1957.في تلك السنة كان مدرب نادي الرجاء الرياضي.

يطلق على محمد العفاني في الساحة الصحفية المغربية والفرنسية لقب «جيكو» المرفوق بالأب والذي رفضه في مقال صحفي، وهذين اللقبين لهما أسبابها: فلقب جيكو أطلق من الصحافة الفرنسية،  وذلك أن أحد الصحفيين الفرنسيين كتب على عمود جريدة فرنسية مقالا رياضيا ادعى فيه أن اللاعب محمد بن الحسن يقلد في حركاته الرياضية داخل الملعب أحد اللاعبين الفرنسيين اسمه «جيكو»، ورغم أن هذا التشبيه الذي جاء بمعرض المقال مرفوقا ببعض الإعجاب، قد أغضب السيد محمد بن الحسن العفاني، مما جعله يرد في نفس الجريدة بمقال يرفض ما جاء في العمود الرياضي، إلا أن ذلك لم يمنع الجمهور الرياضي من اتخاذ ذلك اللقب وأن أصبح أمرا واقعا في سيرة هذه الشخصية الرياضية منذ بداية مسيرتها الرياضية.
وقد أضيف بعد ذلك إلى لقب «جيكو»، كلمة «الأب» وما تحمله هذه الكلمة من دلالات، بعد مسيرة رياضية حافلة بالتضحية والعطاء والتضحية في سبيل الرياضة المغربية، ليصبح هو اللقب النهائي الذي عرف به محمد بن الحسن العفاني هو «الأب جيكو»، ومما لا شك فيه أن أخلاقه العالية وتواضعه وصفة التضحية التي تطبع شخصيته، وإلمامه بتقنيات وفنون لعبة كرة القدم، هو الذي منحه لقب الأب.

## وفاته
توفي الأب جيكو سنة 1970 تاركًا وراءه ثروة رياضية ثقافية مهمة للدار البيضاء، بعد أن ضحى بالأموال والوقت والمجهود الخاص من أجل بناء الرياضة المغربية، من خلال تأسيس وإعداد لأكبر نوادي القرن 20 في إفريقيا والعالم العربي لسنة 2000، حسب تصنيفات الفيفا والاتحاد الإفريقي، وفي تاريخ كرة القدم المغربية على الإطلاق، بأسلوبين متناقضين ولونين مختلفين من مدينة واحدة، بين شمالها الأنيق وجنوبها ذو الطابع الشعبي آنذاك.